# Astronomia Nova
Az Astronomia Nova (latin cím, magyarul „Új csillagászat”; teljes címén Astronomia Nova ΑΙΤΙΟΛΟΓΗΤΟΣ seu physica coelestis, tradita commentariis de motibus stellae Martis ex observationibus G.V. Tychonis Brahe) Johannes Kepler német csillagász 1609-ben kiadott műve, amelyet Tycho Brahe dán csillagász (többek között a Mars bolygó mozgásáról tett) több évtizedes megfigyeléseit felhasználva írt.
Több mint fél évszázaddal Kepler előtt Kopernikusz elevenítette fel azt az arisztarkhoszi elméletet, hogy a Föld és a többi bolygó a Nap körül keringenek. Kepler volt az első, aki ezt a feltételezést szilárd tudományos bizonyítékokkal támasztotta alá.
Az Astronomia Nova terjedelmes (több száz oldalas) munka, a mai olvasó számára nehéz olvasmány. Kepler a felfedezése útján vezeti végig lépésről lépésre az olvasót.

## A mű struktúrája

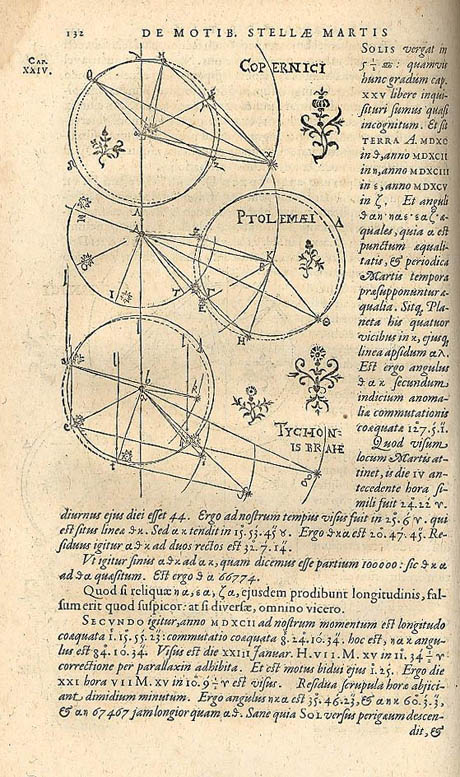
A bolygómozgás három modelljének diagramjai Kepler előtt.

A mű öt részből áll. Az első részben kifejti, hogy a bolygómozgás három létező geometriai modellje (az ókori csillagász Ptolemaioszé, Kopernikuszé és Brahéé) pusztán megfigyelések alapján megkülönböztethetetlenek egymástól. A három modell a közeljövőre ugyanazt a pozíciót jósolja meg az egyes bolygók számára, bár a történeti megfigyelésektől eltérnek és a jövőbeli bolygóhelyzeteket sem jósolják meg pontosan.
Az első részben a Tycho Brahe adataiban rejlő hibák után kutat. Megkérdőjelezi, hogy a Föld vagy a Nap (a modelltől függően) ugyanazon sebességgel mozog pályája középpontja körül. Felfedezi, hogy a Nap aktuális (nem „átlagos”) helyzetén alapuló kritikai számítások jelentős bizonytalanságot visznek a modellekbe, megnyitva az utat a további vizsgálódás számára.
A II. részben kimutatja, hogy a létező modellek nem javíthatók meg egyszerűen Brahe pontosabb adatait felhasználásával. Az újradolgozott modellekben megfigyelt anomáliák arra a következtetésre vezetik, hogy új modelleket és magyarázatokat kell keresni.
A harmadik részben vonzó hatást feltételezve próbálja a bolygó mozgást magyarázni, a negyedik részben arra jut, hogy a Mars pályája nem lehet kör alakú, inkabb oválishoz hasonlít. Később azt veszi észre, hogy a pálya alakja az egyik kúpszelettel, az ellipszissel egyezik meg.
Az ötödik részben kifejti, hogy a Nap sem statikus, hanem maga is egy pályán halad a csillagok közt.

## Kepler törvényei
Az Astronomia nova rögzíti az első kettőt azon három bolygómozgás-elv közül, amelyek ma Kepler törvényei néven ismertek.
Ezek:
1. A bolygók ellipszis alakú pályan mozognak, amelynek egyik fókuszában a Nap van.
2. A bolygótól a Naphoz húzott összekötő egyenes, a vezérsugár, egyenlő idők alatt egyenlő területeket súrol (azaz a bolygó sebessége nem állandó).[1]

A második törvényt az első előtt fedezte fel. A 32. fejezetben fejtette ki, hogy a bolygó sebessége fordítottan aránylik a Naptól való aktuális távolságához.
Kepler „terület-idő” elve nem szolgált könnyű megoldással a bolygók pozícióinak kiszámolásához. A pályát tetszőleges számú szeletre tudta osztani, ezek mindegyikére kiszámolva a pozíciót, majd egy táblázatra bízva valamennyi pozíciókérdés megválaszolását, de nem tudta minden tetszőleges percre kiszámolni a pozíciót, mivel a sebesség folyton változott. Ez a „Kepler-problémaként” emlegetett feladat ösztönzőleg hatott a matematikai kalkuluselméletek kialakulására.

## Lásd még
- A Csillagászat Nemzetközi Éve

## Fordítás
- Ez a szócikk részben vagy egészben  az   Astronomia nova című angol Wikipédia-szócikk ezen változatának fordításán alapul.  Az eredeti cikk szerkesztőit annak laptörténete sorolja fel. Ez a jelzés csupán a megfogalmazás eredetét és a szerzői jogokat jelzi, nem szolgál a cikkben szereplő információk forrásmegjelöléseként.

## Külső hivatkozások
- ThinkQuest Challenge- Astronomia Nova
- Origins of Modernity- Kepler: Astronomia nova